# Moenchia
Moenchia é um género botânico pertencente à família Caryophyllaceae.